# Pteromalus nigrus
Pteromalus nigrus är en stekelart som beskrevs av Sureshan 2001. Pteromalus nigrus ingår i släktet Pteromalus och familjen puppglanssteklar. Inga underarter finns listade i Catalogue of Life.